# Аниер сюр Сен
Аниѐр сюр Сен (на френски: Asnières-sur-Seine, до 1968 г. Аниер) е град във Франция. Той е промишлено предградие (град-сателит) на Париж. Разположен е в департамент О дьо Сен на регион Ил дьо Франс, на около 8 км северозападно от централната част на Париж на левия бряг на река Сена. Машиностроителна, електротехническа, химическа, парфюмерийна и козметична промишленост. Има жп-гара. Население от 82 056 души (към 2007).

## Личности
Родени
- Виктор Аим (р. 1935), френски драматург
- Анри Барбюс (1873 – 1935), френски писател
- Вилиам Галас (р. 1977), френски футболист
- Робер Жис (1901 – 1977), френски филмов художник